# Cristina Pérez
Cristina Pérez Cottrell (1964) è una modella spagnola, eletta Miss Spagna nel 1981.

## Biografia
Cristina Pérez aveva 17 anni quando è stata proclamata Miss Spagna 1981 a Malaga. Ha partecipato a Miss Universo e Miss Mondo 1981, e si è classificata terza a Miss Europa 1982. All'epoca della vittoria dichiarò che il suo più grande sogno era quello di continuare a recitare. ed in effetti fece qualche piccola apparizione in alcuni film cinematografici, oltre a lavorare come modella. Subito dopo Miss Spagna, la Pérez rappresentò la Spagna a Miss Universo 1982. Attualmente è impiegata presso la compagnia di volo Air Europa. Inoltre, conduce anche le trasmissioni per i canali Rai e Fininvest (l'attuale Mediaset) e altre reti come Telemontecarlo (l'allora LA7) e Italia 7 (poi divisa, a cavallo di Europa 7 e 7 Gold).